# Lísies de Tars
Lísies de Tars (en llatí Lysias, en grec Λυσίας) va ser un filòsof grec nadiu de la ciutat de Tars a Cilícia.
Ateneu l'esmenta com a filòsof epicuri i diu que va arribar a tirà de la seva ciutat natal, però no consta en quina data es va produir aquest fet. La usurpació la va fer quan Lísies va ser elevat a gran sacerdot d'Hèracles. Com a tirà es va distingir per la seva indulgència per la luxúria i per la seva crueltat.